# Serguei Pomósxnikov
Serguei Pomósxnikov (en rus Сергей Помощников) (Samara, 17 de juliol de 1990) és un ciclista rus, professional des del 2012. Del seu palmarès destaca el Gran Premi dels Marbrers de 2012.

## Palmarès
- 2011
  - Vencedor d'una etapa al Friendship People North-Caucasus Stage Race
  - Vencedor de 2 etapes al Gran Premi Udmúrtskaia Pravda
- 2012
  - 1r al Gran Premi dels Marbrers
  - Vencedor d'una etapa al Tour de l'Avenir
  - Vencedor d'una etapa a la Volta a Bulgària
- 2015
  - Vencedor d'una etapa a la Volta a Sèrbia